# Chromatoiulus
Chromatoiulus är ett släkte av mångfotingar. Chromatoiulus ingår i familjen kejsardubbelfotingar.

## Dottertaxa tillChromatoiulus, i alfabetisk ordning[1]
- Chromatoiulus anatolicus
- Chromatoiulus anulatus
- Chromatoiulus argolicus
- Chromatoiulus asiaeminoris
- Chromatoiulus austriacus
- Chromatoiulus banaticus
- Chromatoiulus bicolor
- Chromatoiulus bosniensis
- Chromatoiulus byzantinus
- Chromatoiulus carniolensis
- Chromatoiulus cephalonicus
- Chromatoiulus crassus
- Chromatoiulus curvifolii
- Chromatoiulus dahli
- Chromatoiulus deharvengi
- Chromatoiulus dentatus
- Chromatoiulus euphorbiarum
- Chromatoiulus fagorum
- Chromatoiulus genezarethanus
- Chromatoiulus geniculatus
- Chromatoiulus glossulifer
- Chromatoiulus hercules
- Chromatoiulus imbecillus
- Chromatoiulus karschi
- Chromatoiulus kievensis
- Chromatoiulus kochii
- Chromatoiulus lamellifer
- Chromatoiulus latesquamosus
- Chromatoiulus leucadius
- Chromatoiulus leukadius
- Chromatoiulus lictor
- Chromatoiulus loebli
- Chromatoiulus macedonicus
- Chromatoiulus margaritatus
- Chromatoiulus metsovoni
- Chromatoiulus monticola
- Chromatoiulus montivagus
- Chromatoiulus mueggenburgi
- Chromatoiulus naxius
- Chromatoiulus platyurus
- Chromatoiulus procerus
- Chromatoiulus recticauda
- Chromatoiulus rosenauensis
- Chromatoiulus rubidicollis
- Chromatoiulus sapphicus
- Chromatoiulus sevangensis
- Chromatoiulus smetanai
- Chromatoiulus syrensis
- Chromatoiulus tauricus
- Chromatoiulus taygetanus
- Chromatoiulus taygeti
- Chromatoiulus tenenbaumi
- Chromatoiulus transsilvanicus
- Chromatoiulus vicinus